# Doomer
Doomer i doomerism són termes que van sorgir principalment a Internet per descriure persones preocupades per problemes globals com la superpoblació, el pic del petroli, el canvi climàtic i la contaminació. Alguns doomers afirmen que hi ha la possibilitat que aquests problemes provoquin l'extinció humana.
Alguns malthusians han relacionat el doomerisme amb el malthusianisme, una filosofia econòmica que sosté que l'ús dels recursos humans eventualment superarà la disponibilitat de recursos, donant lloc al col·lapse de la societat.

## Història

### Subcultura Peaknik
El 2008 es va informar que el terme "doomer" s'utilitzava a les primeres comunitats de peaknik d'Internet, com en els fòrums d'Internet on els membres van discutir el moment teoritzat en què l'extracció de petroli s'aturaria a causa de la manca de recursos, seguida del col·lapse de la societat. Doomers de mitjans de la dècada 2000-2009 d'edat van subscriure diverses idees sobre com afrontar aquest col·lapse imminent, inclosa la preparació del dia del judici final, així com sentiments més contemporanis de resignació i derrota.
El condemnat canadenc Paul Chefurka va acollir un lloc web on va animar els seus lectors a menjar més avall de la cadena alimentària (és a dir convertir-se al vegetarianisme), modificar les seves llars per a l'apocalipsi i considerar no portar nens al món.  No tots els "peakniks" van subscriure una visió fatalista. El guardabosc de l'exèrcit nord-americà Chris Lisle, quan va escriure recomanacions sobre com sobreviure al col·lapse de la societat, va suggerir que els seus companys "adoptin una actitud positiva", perquè, segons va dir, "els temps difícils no duren, les persones difícils sí". 

### Meme d'Internet
El 2018, els usuaris de 4chan havien començat a crear caricatures Wojak amb el sufix -oomer per burlar-se de diversos grups en línia. Una d'aquestes caricatures era "Doomers", un personatge d'uns 20 anys que "simplement havia deixat d'intentar una vida 'convencional'".
El meme va aparèixer per primera vegada al tauler /r9k/ de 4chan el setembre de 2018.  La imatge normalment representa el personatge de Wojak amb un casquet al cap fumant una cigarreta. L'arquetip sovint encarna el nihilisme i la desesperació, amb una creença en la fi incipient del món per causes que van des de l'apocalipsi climàtica fins al pic del petroli fins a l'addicció als opioides (més localment).
Kaitlyn Tiffany escrigué a The Atlantic que el meme doomer representa homes joves que "ja no persegueixen amistats ni relacions, i no obtenen alegria de res perquè saben que el món s'està acabant".
Un format de meme relacionat, "doomer girl", va començar a aparèixer a 4chan el gener de 2020, i aviat es va traslladar a altres comunitats en línia, com Reddit, Twitter i Tumblr, sovint per dones que ho reclamaven dels seus orígens de 4chan.  Aquest format és descrit per The Atlantic com "una dona de dibuixos animats ràpidament dibuixada amb cabell negre, roba negra i ulls tristos amb maquillatge vermell". El personatge doomer girl sovint apareix en imatges macro que interactuen amb el personatge doomer original.  El format sovint es compara amb els còmics de ràbia.

### En mitjans de comunicació
El terme "doomer" es va popularitzar en els comentaris sobre l'assaig de Jonathan Franzen del 2019 a The New Yorker titulat "I si deixem de fingir?". La peça va argumentar contra la possibilitat d'evitar la catàstrofe climàtica. A més de popularitzar el terme entre el públic general, la peça de Franzen va ser molt popular entre les comunitats de Doomer en línia, inclosos els grups de Facebook Near Term Human Extinction Support Group i Abrupt Climate Change.
La BBC descriu l'article autopublicat del professor de sostenibilitat Jem Bendell Deep Adaptation: A Map for Navigating Climate Tragedy com "el més semblant a un manifest per a una generació de 'climate doomers'.  El març de 2020, el document s'havia descarregat més de mig milió de vegades. En ell, Bendell afirma que no hi ha cap possibilitat d'evitar una ruptura a curt termini de la civilització humana, sinó que la gent s'ha de preparar per viure i preparar-se per als efectes del canvi climàtic. 
El científic climàtic Michael E. Mann va descriure l'article de Bendell com una "beneiteria pseudocientífica", dient que l'"enquadrament doomist" de Bendell era un "nou perillós tipus de criptonegació" que "ens portaria pel mateix camí de la inacció que el canvi climàtic. negació⁣". Un assaig publicat sobre OpenDemocracy argumenta que el document és un exemple de "doomisme climàtic" que "es basa en gran manera en la ciència del clima malinterpretada".
Uncivilization: The Dark Mountain Manifesto, publicat el 2009 per Paul Kingsnorth i Dougald Hine per assenyalar l'inici del grup d'artistes Dark Mountain Project, critica la idea del progrés. Segons The New York Times, els crítics van qualificar Kingsnorth i els seus simpatitzants de "doomers", "nihilistes" i "crazy collapsitarians".
Kate Knibbs, escrivint a Wired, va descriure el desenvolupament d'una varietat popular i creixent de ficció climàtica "doomer", en contrast amb els matisos típicament optimistes del gènere. Amy Brady, columnista de ficció climàtica de la Chicago Review of Books, diu que el gènere ha passat d'escenaris futurs a històries del passat i del present.